# Maroc-TUBSAT
 (janvier 2025).
Si vous disposez d'ouvrages ou d'articles de référence ou si vous connaissez des sites web de qualité traitant du thème abordé ici, merci de compléter l'article en donnant les références utiles à sa vérifiabilité et en les liant à la section « Notes et références ».
En pratique : Quelles sources sont attendues ? Comment ajouter mes sources ?
 (janvier 2025).
Maroc-TUBSAT est un micro-satellite d'observation de la Terre faisant partie du programme TUBSAT et conçu conjointement par le Centre royal de télédétection spatiale (Maroc) et l'Institut d'aéronautique et d'astronautique de l'Université technique de Berlin et lancé le 10 décembre 2001. Le satellite est arrivé en fin de vie.

## Historique
La partie satellite proprement dite dépend de l'université technique de Berlin (TUB pour Technical University of Berlin en anglais) et du Maroc pour la charge.
Maroc-TUBSAT été placé en orbite par un lanceur russe Zenit de la base de Tiouratam (Cosmodrome de Baïkonour, Kazakhstan), le 10 décembre 2001. Son orbite est héliosynchrone et il a été placé à une altitude approximative de 1 000 kilomètres sur inclinaison de 99,4°[réf. nécessaire].

## Caractéristiques techniques
Le satellite se présente sous la forme d'un cube de 320 mm x 340 mm x 362 mm pour une masse de 47 kg. Son alimentation est assurée par 4 panneaux solaires délivrant une puissance totale de 60 W max[réf. nécessaire].

## Charge utile
La charge utile est constituée d'une caméra monochromatique et d'un système de gestion de données[réf. nécessaire].
La caméra a une résolution de 300 m. Sa longueur focale est de 72 mm et son ouverture focale est de 8°[réf. nécessaire].